# Mesure intérieurement régulière
Une mesure intérieurement régulière est une mesure (positive) μ définie sur la tribu borélienne d'un espace topologique séparé X qui vérifie la propriété suivante :